# セビリア条約
セビリア条約（セビリアじょうやく、英語: Treaty of Seville）は、1729年11月9日、グレートブリテン王国、フランス王国、スペイン王国の間で締結された、英西戦争の講和条約。

## 概要
イギリスとスペインの予備交渉は前年のエル・パルド会議とソワソン会議ですでに行われており、セビリアで締結された条約の内容は概ねこれらの会議での合意に基づくものであった。
ウィリアム・スタンホープとロバート・ウォルポールが交渉に参加した。スタンホープは交渉の功を称えられ、1730年1月にハリントン男爵に叙された。ウォルポールはさらに彼を北部担当国務大臣に任命した。
条約により、イギリスはマオン港とジブラルタルを保持する代わりにパルマ公アントニオ・ファルネーゼの死後、スペイン王妃エリザベッタ・ファルネーゼの継承権を支持した。これにより1731年のウィーン条約とイギリスの真の目的であった英墺同盟への道が開かれた。
スペイン王フェリペ5世と王妃エリザベッタ・ファルネーゼは条約の締結を見届けるためにセビリアにきたが、エリザベッタは条約締結から1週間後に娘マリア・アントニエッタを出産した。